# Estrela (Lissabon)
Estrela ist eine Stadtgemeinde (freguesia) der portugiesischen Hauptstadt Lissabon. Sie entstand am 29. September 2013 im Zuge der administrativen Neuordnung der Stadt aus dem Zusammenschluss der Gemeinden Lapa, Santos-o-Velho und Prazeres. Auf einer Fläche von 2,85 km² leben 19.915 Einwohner (Stand: 30. Juni 2011). 

## Lage

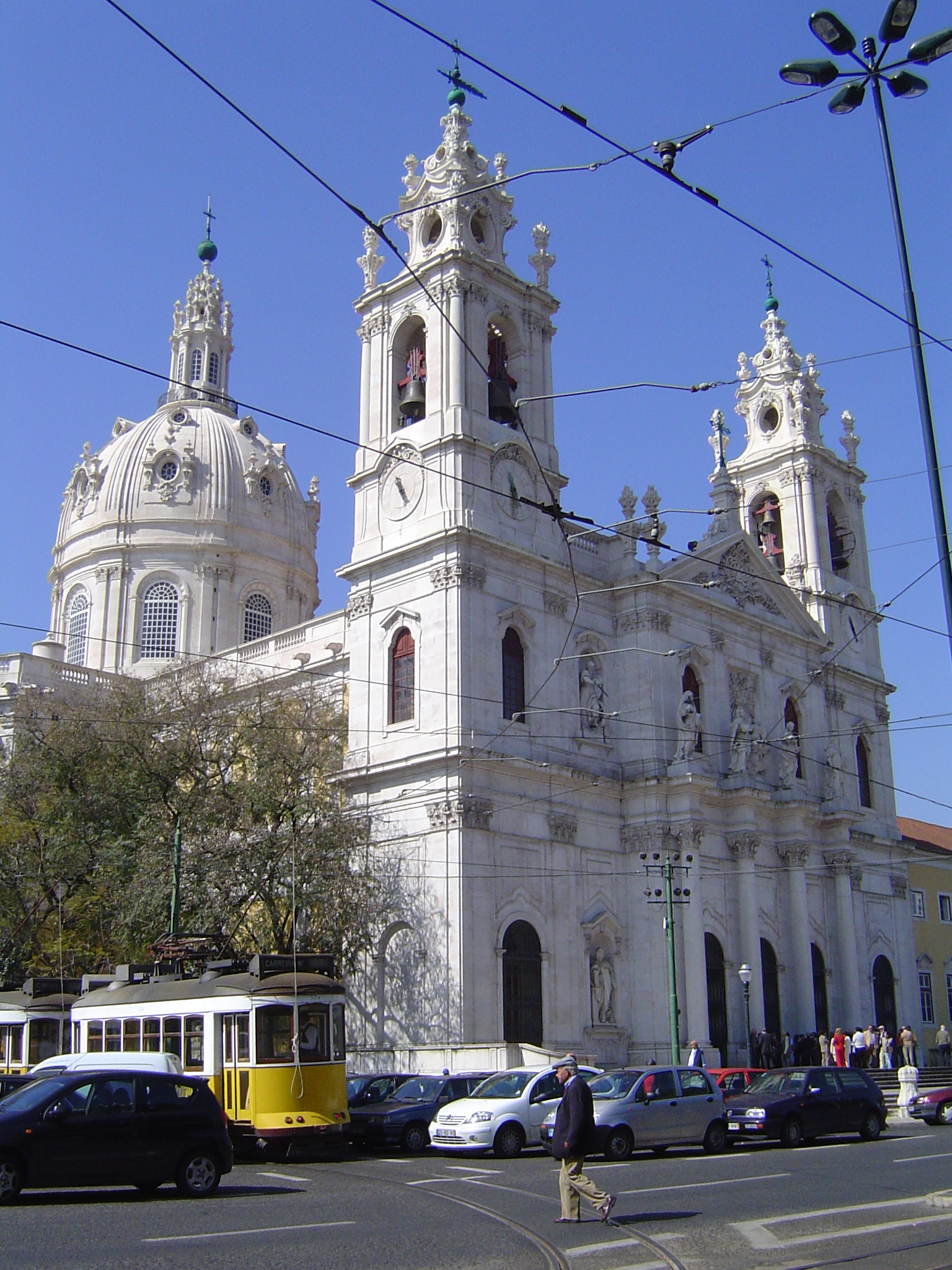
Basílica da Estrela

Die Stadtgemeinde wird im Süden durch das Nordufer des Tejo, im Osten durch die Avenida de D. Carlos I, die Calçada da Estrela, die Rua de Correia Garção und die Rua de São Bento, im Norden durch die Rua de Santo Amaro, die Rua de São Bernardo, die Rua de João Anastácio Rosa, die Rua de São Jorge, die Rua da Estrela, die Rua de Saraiva de Carvalho, die Rua do Patrocínio, die Rua de Santo António à Estrela, die Rua de Possidónio da Silva, die Rua do Coronel Ribeiro Viana, die Praça de São João Bosco, die Estrada dos Prazeres sowie die Westseite des Cemitério dos Prazeres, im Westen durch die Avenida de Ceuta, die Rua de João de Oliveira Miguéns, die Rua de Cascais, das Viaduto de Alcântara und die Doca de Alcântara begrenzt.
Nachbargemeinden sind Alcântara im Westen, Campo de Ourique im Norden sowie Misericórdia im Osten.